# Західна Суматра
За́хідна Сума́тра (індонез. Sumatera Barat, скорочено Сумбар, індонез. Sumbar) — провінція Індонезії, розташована на заході центральної частини острова Суматра. Межує з Індійським океаном на заході та провінціями Північною Суматрою на півночі, Ріау на північному сході, Джамбі на південному сході та Бенгкулу на півдні. Провінція займає площу 42 013 км² і, крім основної території на Суматрі, включає Ментавайські острови (Сіберут, Сіпора, Північний Пагай та Південний Пагай). Населення 4 846 909 осіб (2010, перепис). Паданг — столиця провінції.

## Історія
Західна Суматра, яку здавна населяє народ мінангкабау, близько II ст. почала зазнавати культурного впливу з Індії. Згодом ця територія увійшла до складу імперії Шривіджая, яка процвітала в Південній Суматрі в VII—XIII ст. Після розпаду Шривіджаї в XIV ст. в Західній Суматрі постала малайська індуїстська держава Мінангкабау (Пагаруюнг). У XVI ст. правитель Мінангкабау прийняв іслам.
1596 року в Західній Суматрі з'явилися голландці, вони заснували тут свій головний плацдарм на Суматрі. На початку XIX ст. контроль над цією територією тимчасово перейшов до Британії. Голландцям вдалося відновити свою владу в регіоні, коли вони на боці королівської родини Мінангкабау втрутилися у громадянську війну, відому як Війна Падрі (1821—1837). Голландська влада поширилась на всю територію держави Мінангкабау (вона приблизно відповідає сучасній провінції Західна Суматра).
Японія окупувала Суматру в період Другої світової війни (1942—1945). Після її закінчення індонезійські націоналісти оголосили про утворення Республіки Індонезія і, після періоду напруженої антиколоніальної боротьби, Західна Суматра 1950 року приєдналася до Республіки Індонезія як частина провінції Центральна Суматра. 1957 року Центральна Суматра була поділена на 3 нові провінції: Ріау, Джамбі та Західна Суматра. Провінція була місцем повстання проти уряду Сукарно в 1958 р., тут був сформований Революційний Уряд зі штаб-квартирою в Букіттінгі. Через декілька місяців повстання було придушене індонезійськими військами після проведення повітряних атак на Паданг та Букіттінгі.

## Географія
Значну частину території провінції займає гірська система, що складається з декількох паралельних хребтів, увінчаних великою кількість активних та погаслих вулканів, серед яких Таланг (2 597 м), Марапі (2 891 м) та Сінґаланг (2 877 м). У багатьох місцях біля узбережжя розташовані болотяні ліси. Низинні дощові ліси із сосен, тику та червоного дерева простягаються до гористого регіону.

## Адміністративний поділ

Мапа провінції Західна Суматра

До складу провінції входять 12 округів та 7 муніципалітетів (міст):
| Назва                                               | Площа, км² | Населення, осіб (2010, перепис) | Адміністративний центр                       |
| --------------------------------------------------- | ---------- | ------------------------------- | -------------------------------------------- |
| Острови Ментавай (індонез. Kepulauan Mentawai)      | 6 011,35   | 76 173                          | Туапеджат (індонез. Tuapejat)                |
| Південний Песисір (індонез. Pesisir Selatan)        | 5 749,89   | 429 246                         | Пайнан (індонез. Painan)                     |
| Солок (індонез. Solok)                              | 3 738,00   | 348 566                         | Аросука (індонез. Arosuka)                   |
| Сиджунджунг (індонез. Sijunjung)                    | 3 130,40   | 201 823                         | Муаро-Сиджунджунг (індонез. Muaro Sijunjung) |
| Танах-Датар (індонез. Tanah Datar)                  | 1 336,10   | 338 494                         | Батусанкар (індонез. Batusangkar)            |
| Паданг-Парьяман (індонез. Padang Pariaman)          | 1 332,51   | 391 056                         | Паритмалінтанг (індонез. Parit Malintang)    |
| Аґам (індонез. Agam)                                | 1 804,30   | 454 853                         | Лубукбасунг (індонез. Lubuk Basung)          |
| Ліма-Пулух-Кота (індонез. Lima Puluh Kota)          | 3 571,14   | 348 555                         | Саріламак (індонез. Sarilamak)               |
| Пасаман (індонез. Pasaman)                          | 3 947,63   | 253 299                         | Лубуксикапінг (індонез. Lubuk Sikaping)      |
| Південний Солок (індонез. Solok Selatan)            | 3 346,20   | 144 281                         | Падангаро (індонез. Padang Aro)              |
| Дхармас-Рая (індонез. Dharmas Raya)                 | 2 961,13   | 191 422                         | Пулау-Пунджунг (індонез. Pulau Punjung)      |
| Західний Пасаман (індонез. Pasaman Barat)           | 3 887,77   | 365 129                         | Семпангемпек (індонез. Simpang Empat)        |
| місто Паданг (індонез. Kota Padang)                 | 693,66     | 833 562                         |                                              |
| місто Солок (індонез. Kota Solok)                   | 71,29      | 59 396                          |                                              |
| місто Савахлунто (індонез. Kota Sawah Lunto)        | 231,93     | 56 866                          |                                              |
| місто Падангпанджанг (індонез. Kota Padang Panjang) | 23,00      | 47 008                          |                                              |
| місто Букіттінгі (індонез. Kota Bukittinggi)        | 25,24      | 111 312                         |                                              |
| місто Паякумбух (індонез. Kota Payakumbuh)          | 85,22      | 116 825                         |                                              |
| місто Парьяман (індонез. Kota Pariaman)             | 66,13      | 79 043                          |                                              |
| Провінція Західна Суматра                           | 42 012,89  | 4 846 909                       | Паданг (індонез. Padang)                     |

## Економіка
Основа економіки — вирощування рису, кукурудзи, маніоку, чаю, кави, каучукових дерев, перцю, тютюну, кокосів та сої.
Промисловість виготовляє цемент, напої, текстильні та гумові вироби, хімікати, транспортне обладнання. Дороги проходять всією територією провінції, а залізничні шляхи обмежуються тільки її центральною частиною.

## Населення
Основне населення провінції складається з мінангкабау, суспільство яких побудоване на засадах матріархату. Також тут живуть батаки-мандайлінги, розселені на півночі провінції, ментавайці — корінні жителі Ментавайських островів, а також яванці та інші трансмігранти, є невелике число китайців та індійців.
Етнічний склад населення Північної Суматри, за даними переписів населення 2000 і 2010 років, був таким:
| Народи      | Чисельність (2000) | Доля в населенні (2000) | Чисельність (2010) | Доля в населенні (2010) |
| ----------- | ------------------ | ----------------------- | ------------------ | ----------------------- |
| Мінангкабау | 3 747 343          | 88,35 %                 | 4 219 729          | 87,33 %                 |
| Батаки      | 187 656            | 4,42 %                  | 222 549            | 4,61 %                  |
| Яванці      | 176 023            | 4,15 %                  | 217 096            | 4,49 %                  |
| Ментавайці  | 54 419             | 1,28 %                  |                    |                         |
| Малайці     | 21 654             | 0,51 %                  | 39 629             | 0,82 %                  |
| Китайці     | 15 029             | 0,35 %                  | 10 799             | 0,22 %                  |
| Сунданці    | 10 993             | 0,26 %                  | 15 934             | 0,33 %                  |
| Інші        | 28 139             | 0,66 %                  | 106 409            | 2,20 %                  |
| Всього      | 4 241 256          | 100,00 %                | 4 832 145          | 100,00 %                |

За даними перепису населення 2010 року, в провінції Західна Суматра проживало 4 721 924 мусульманина (97,4 % населення), 109 681 християнин (2,3 % населення).